# Anna Pujol Puigvehí
Anna Pujol Puigvehí est une historienne, professeur et archéologue espagnole. 

## Biographie
Licenciée en histoire à l'université de Barcelone depuis 1970, avec la thèse Les Indiketes selon les sources littéraires et archéologiques,, elle a obtenu le titre de Docteur summa cum laude en Histoire à l'Université autonome de Barcelone à la suite de la rédaction de sa thèse de doctorat La population pré-romaine du nord-est de la Péninsule Ibérique. Genèse et le développement de la culture ibérique dans les régions de Gerone et sud de la France (1981),,,,. 
Elle a enseigné à l'université autonome de Barcelone pendant plus de 15 ans et a été professeur associé d'Archéologie et d'Histoire ancienne à l'UOC (Université Ouverte de Catalogne). 
Elle a obtenu une cathèdre de professeur d'Histoire de Lycée en 1981.
Anna Pujol Puigvehi a donné plusieurs cours sur la technique archéologique et a participé à des fouilles en compagnie d'équipes franco-espagnoles sur des sites d'une grande importance scientifique, comme le palais orientalisant de Cancho Roano (Zalamea de la Serena, Badajoz, Espagne) ou  la ville gallo-romaine de Bibracte (Mont-Beuvray, Nièvre, France), et sur de nombreux autres sites de fouilles de différentes périodes et typologies en Catalogne (Ullastret, Ampurias ...) et en Europe (Saint-Rémy-de-Provence, Bourges, Bordighera, Ligurie ...),,. 
L'expérience de l'enseignement de l'archéologie l’a porté à organiser les deux premières éditions des « Journées sur Archéologie et Pédagogie » au Musée d'archéologie de Catalogne en 1994 et 1996,. Elle a également travaillé dans le programme d’Informatique Éducative (PIE) du Conseil d'Éducation de la Généralité de Catalogne, qui a publié le document informatisé sur Les Ibères de Catalogne, disponible gratuitement sur le site Web du Conseil.
Conseillère scientifique de l'association Amics dels Museus de Catalunya depuis 1974, collaboratrice scientifique d’Indice Historico Español depuis 1973, Anna Pujol a longtemps fait partie de l'Institut d'Archéologie et de Préhistoire de l'université de Barcelone et est aujourd'hui membre de l'Institut d'Études Catalanes. 
En tant que conférencière, elle a dispensé des cours de troisième cycle dans plusieurs universités et institutions en Espagne, mais aussi à l'étranger. 
Elle a publié de nombreuses études sur l'histoire de la Catalogne dans des revues scientifiques telles que Ampurias, Annals de l'Institut d’Estudis Empordanesos, Pyrenae, Historia y Vida, Historia 16, Rutas del Mundo de la National Geographic Society, Revista de arqueologia, ou Scientific American,,,.
Elle a reçu le IIIe prix Castell del Joncar de la part du conseil municipal et de la Sociedad Coral Erato de Figueres pour sa thèse El Ampurdán de la colonización griega a la conquista romana. Según  testimonio de los autores griegos y romanos contemporáneos, publiée dans les Annals de l'Institut d’Estudis Empordanesos en 1977,,,.

## Domaines
Le travail d'Anna Pujol recoupe trois domaines d'investigation étroitement liés :
- la Protohistoire et l’histoire ancienne de la Catalogne et de l'Europe ;
- les racines de la gastronomie en Catalogne, comme l'indique son ouvrage L'introduction et la commercialisation du vin dans le Nord-Est de la péninsule Ibérique ;
- la traduction de livres et d'études relatifs aux deux thèmes énoncés ci-dessus, utilisés par exemple par l'École d'architecture de Barcelone, Histoire des typologies architecturales (Pevsner, Nikolaus, original en anglais)[2],[4],[11] ou Histoire de l'architecture moderne (Benevolo, Leonardo, d'origine en italien)[2],[4],[5],[12]. Anna Pujol Puigvehi liée au monde de l'édition en tant que traductrice technique vers l'espagnol et le catalan d'œuvres italiennes, anglaises et françaises d'histoire et histoire de l'art[2],[4],[5],[7].

### Publications didactiques
- L'arqueologia a Catalunya, avui (Barcelone, 1982)[16]
- Els Ibers. Vida i cultura (Barcelone, 1992)[2],[4],[5],[17],
- La Costa Brava. Guide-album avec itinéraire descriptif (Barcelone, sd).

Anna Pujol a également participé à la rédaction de L'Alimentation Mediterrània (Barcelone, 1996),,.